# F 7 (sommergibile)
L’F 7 è stato un sommergibile della Regia Marina.

## Storia
Una volta operativo fu stanziato a Brindisi.
Dal gennaio 1918 ebbe base variabilmente a Venezia od a Porto Corsini. Fu impiegato in funzione offensiva sulle rotte avversarie nell'Adriatico settentrionale.
Il 12 febbraio 1918, al largo dello scoglio di Guizza, colò a picco il piccolo piroscafo Pelagosa (245 tsl), piccola unità ausiliaria della k.u.k. Kriegsmarine.
Alle 9.45 dell'11 agosto 1918 l’F 7 attaccò il piroscafo trasporto truppe austro-ungarico Euterpe (2270 tsl), in navigazione, con un migliaio di militari a bordo, al largo dell'isola di Pago e tre miglia a nord di Novalja: centrato da due siluri, l’Euterpe s'inabissò portando con sé 555 uomini.
Il 29 agosto dello stesso anno attaccò con i suoi siluri dapprima un sommergibile, al largo di Punta Mika, ed in seguito un trasporto: entrambi i bersagli furono mancati, perché i siluri erano difettosi.
Fu inviato nell'area di Passo delle Sette Bocche (Dalmazia) per individuare campi minati avversari.
Cercò di silurare un piroscafo circa tre miglia al largo dell'isola di Scarda, ma il malfunzionamento dei siluri impedì un successo.
Nel primo dopoguerra restò di base a Venezia sino all'aprile 1919.
Dal 1919 al 1923 ebbe base a Napoli, mentre nell'ottobre 1925 fu trasferito a Taranto (appartenendo alla Divisione Sommergibili).
Prese parte a varie esercitazioni di attacco e lancio siluri sino al 1929, anno della sua radiazione.
Fu poi demolito.